# 專屬單位
有些單位，為了使用方便, 故把它定為使用環境上某些事物的比例，像這種單位, 是不宜把它定死為公制單位的固定倍數的. 因為它得隨著環境的變動而變動.
像海浬就是，因為當初人家航海人, 把海浬定為地球的一角分距，對於他在作星空導航時, 那才是比較好換算的. 也不必去擔心，地球的橢度等等.
馬赫也是，對於飛行而言, 相對氣流的空速，遠比相對地面速度來的重要. 所以幾馬赫就是音速的幾倍. 因為氣溫不同，聲速也會不同。如果把它定死為每秒幾公尺，那馬赫對於飛行來說，就不好用了。